# Museo Ferroviario de Santiago
El Museo Ferroviario de Santiago está ubicado en el parque Quinta Normal de la capital de Chile. Es administrado por la Corporación Privada para la Divulgación de la Ciencia y Tecnología. Posee una de las principales colecciones ferroviarias de locomotoras a vapor de Sudamérica.

## Historia

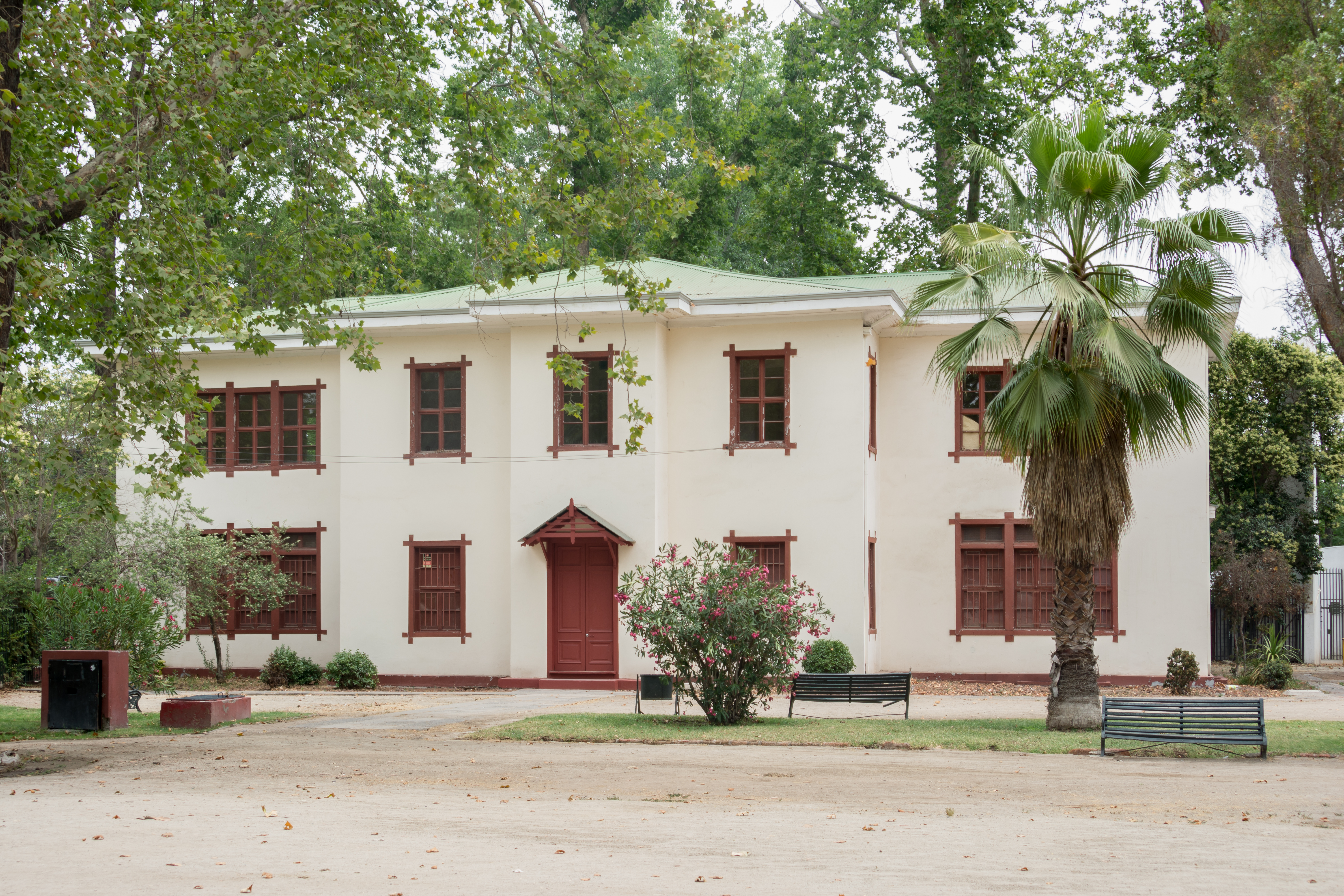
Casona del Museo Ferroviario.

El 14 de diciembre de 1980 la Municipalidad de Santiago suscribió un convenio con la Empresa de los Ferrocarriles del Estado (EFE) para instalar un museo ferroviario en el parque Quinta Normal, para lo cual EFE cedió en comodato algunas piezas históricas —varias de ellas conservadas por trabajadores de la antigua Maestranza San Bernardo— para ser exhibidas en el recinto de 2 hectáreas de superficie. El museo fue fundado en septiembre de 1982 e inaugurado el 19 de diciembre de 1984.
La casona ubicada en el museo fue construida en los años 1920 y en ella funcionó el Instituto de Vacuna Animal. Posee dos plantas y una superficie total de 500 m², resultando con daños estructurales luego del terremoto del 27 de febrero de 2010. Debido a ello, se gestionó un proyecto para restaurar la casona y convertirla en un recinto de exhibiciones más una sala de conferencias y una biblioteca especializada en ferrocarriles.
En 2006, veintidós de sus piezas fueron declaradas como Monumento Histórico Nacional. Desde 2008 el museo también alberga un tranvía Brill que se encuentra en proceso de restauración como parte del proyecto «Tranvía Histórico». En 2014 el museo recibió 117 000 visitantes.
El 23 de noviembre de 2023 se inauguró en el interior de la casona del Museo Ferroviario el Salón de Novedades Ferroviarias, que exhibirá contenidos desarrollados por la Empresa de los Ferrocarriles del Estado relacionados con el patrimonio ferroviario y los nuevos proyectos que se desarrollan; dicha actividad marcó el inicio de EFE Cultura, área destinada a la divulgación y preservación del patrimonio de la empresa.
El 21 de julio de 2025 el museo recibió en comodato cuatro vagones construidos en Inglaterra entre 1903 y 1907 y que formaron parte del Ferrocarril de Antofagasta a Bolivia (FCAB). Uno es un coche de pasajeros de primera clase, que se destinará a una exposición especial sobre el FCAB, mientras que un coche de pasajeros de segunda clase se expondrá con sus asientos originales, un coche comedor que se habilitará como la nueva cafetería del museo, y un coche de pasajeros de clase única que circuló hasta la década de 1980.

## Locomotoras de vapor
Las 16 locomotoras de vapor exhibidas son las siguientes:
- Kitson-Meyer,[9] articulada, de cremallera, que prestó servicio entre los años 1910 y 1971. Número 3349, de Ferrocarriles del Estado. En sus placas de fabricación originales consta: Kitson & Cº Limited. 1909. Leeds, siendo por tanto de construcción inglesa. Ancho de vía de un metro, o trocha métrica. El Ferro-carril Trasandino Chileno dispuso de tres locomotoras de este tipo, con quitanieves.
- Tres Rogers,[10] entre ellas la más antigua del museo, fabricada en 1893 por la casa Rogers norteamericana. Máquina de tres ejes acoplados y depósito o tanque de agua sobre la caldera. Vía o trocha ancha: 1676 milímetros. Número de matrícula 205 de Ferrocarriles del Estado.
- Siete alemanas, Borsig, Henschel y Jung. Las máquinas alemanas son variadas y de diferentes anchos de vía. Circularon en líneas de la Red Norte y de la Red Sur de Chile.
- Una chilena del año 1911, de trocha ancha, de la Red Sur, número 306 de Ferrocarriles del Estado. Fue producida por la Sociedad de Maestranzas y Galvanización (SMYG) en Caleta Abarca, Viña del Mar.
- Otra máquina chilena fabricada en Caleta Abarca por la SMYG, con algunas piezas importadas, y entregada al servicio en 1917. La locomotora se construyó basándose en planos de la británica North British, e ingresó con el número 631 para trenes de carga de Ferrocarriles del Estado.[11]
- Dos Alco norteamericanas, fabricadas por American Locomotive Company. Entre ellas una de las más grandes que circularon en Chile, que pesaba en servicio 220 toneladas, número 1110 de Ferrocarriles del Estado.
- Una Mitsubishi japonesa, de 1953, construida con planos de la norteamericana Baldwin.

## Galería

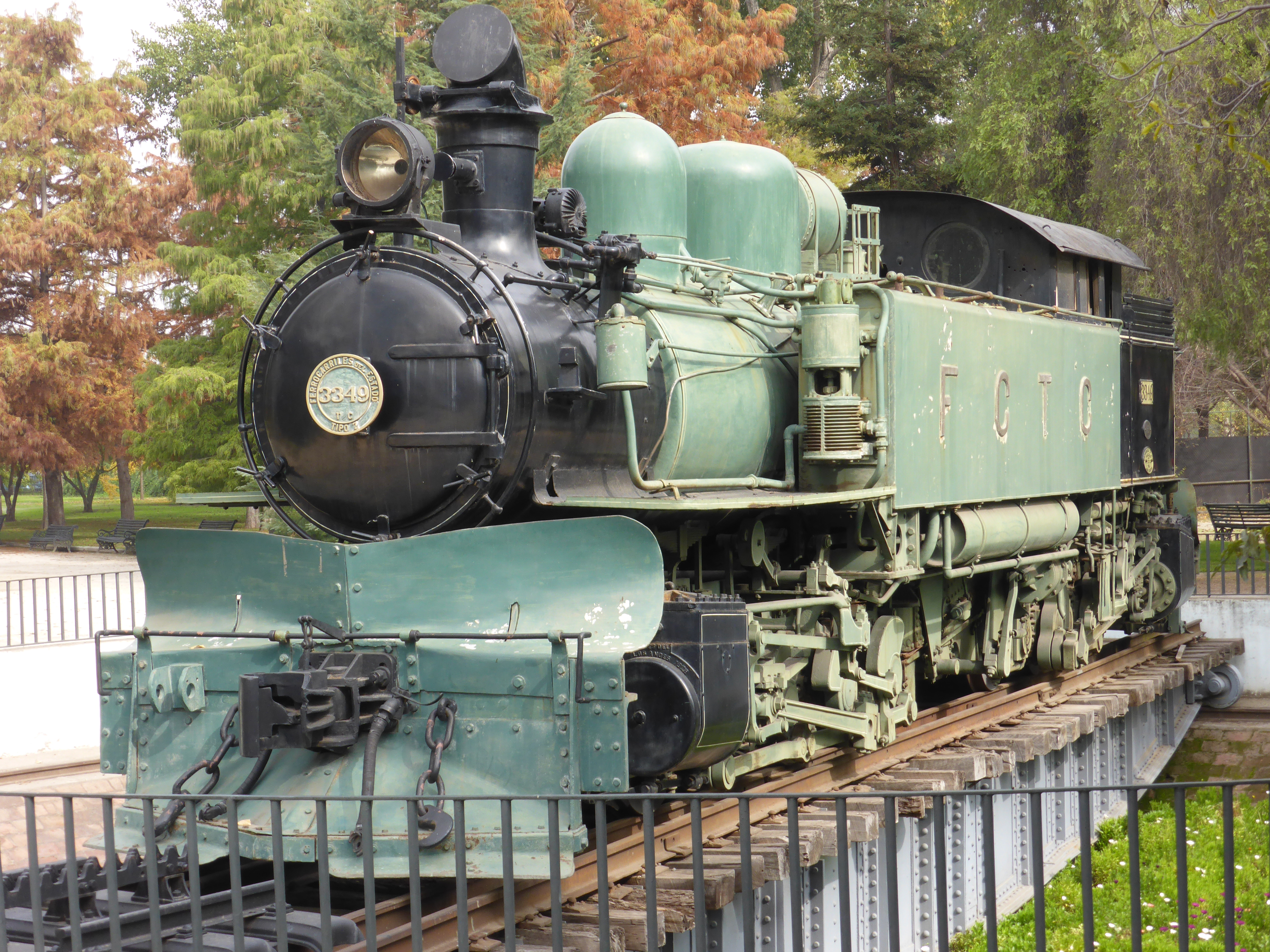
Locomotora de vapor del Ferrocarril Trasandino Chileno (FCTC). Construida en Leeds por "Kitson & C° Limited" en 1909. Matrícula 3349 de Ferrocarriles del Estado.
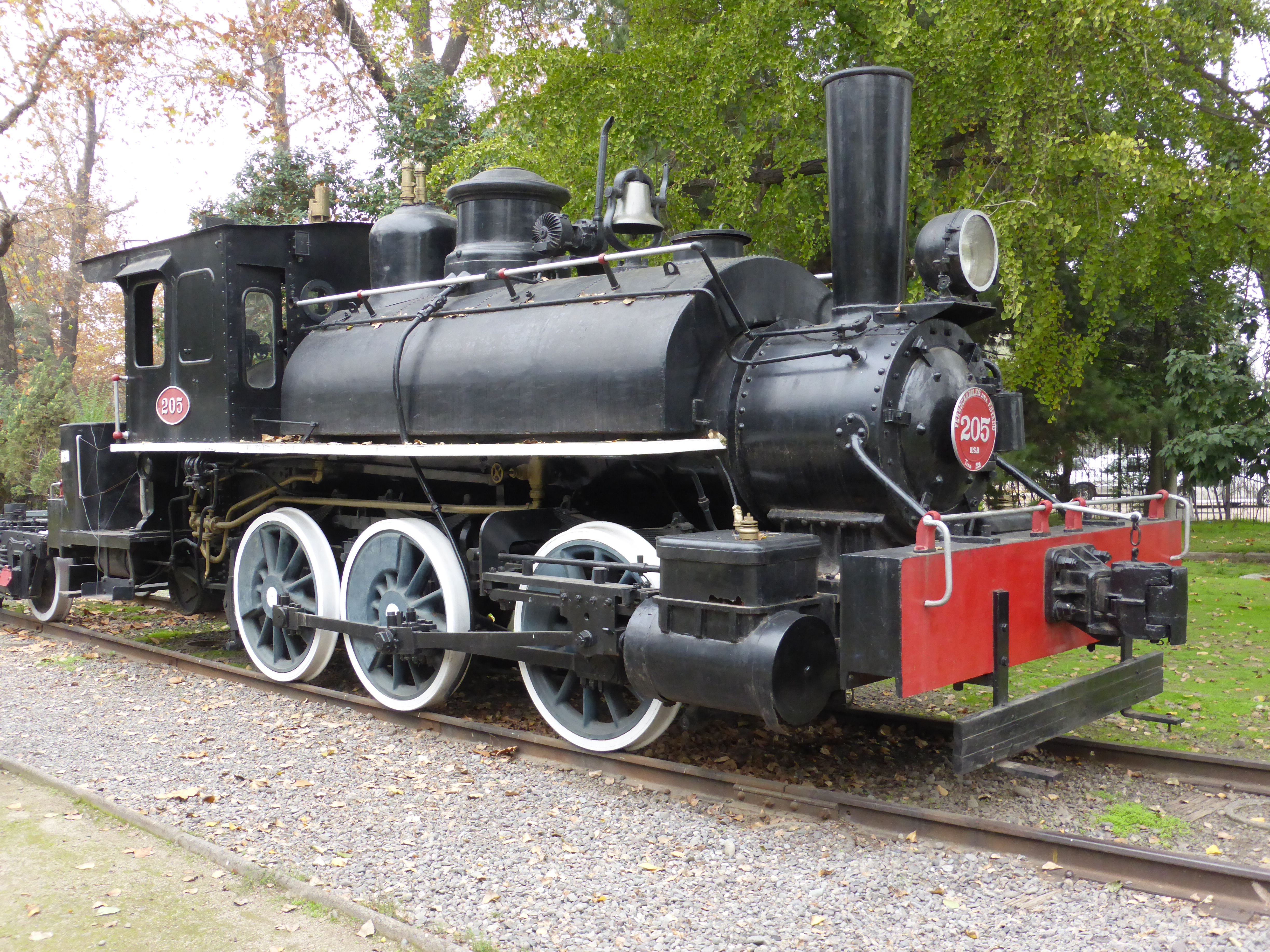
Máquina más antigua del museo. Matrícula 205 de Ferrocarriles del Estado. Construida por la casa Rogers en 1893.
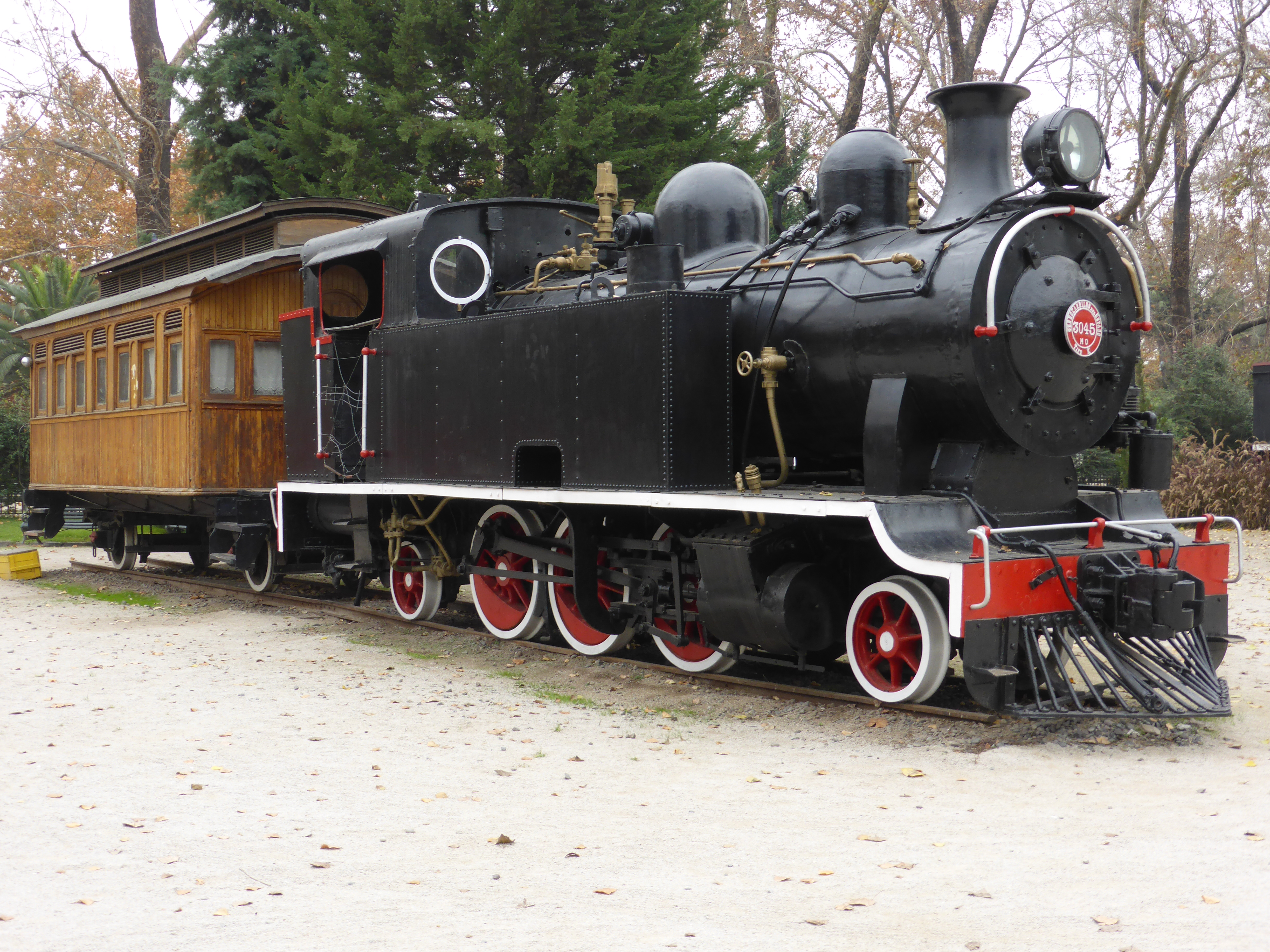
Locomotora de vapor fabricada por Borsig en 1906, número 3045 de Ferrocarriles del Estado, junto a un coche de madera del ferrocarril salitrero.
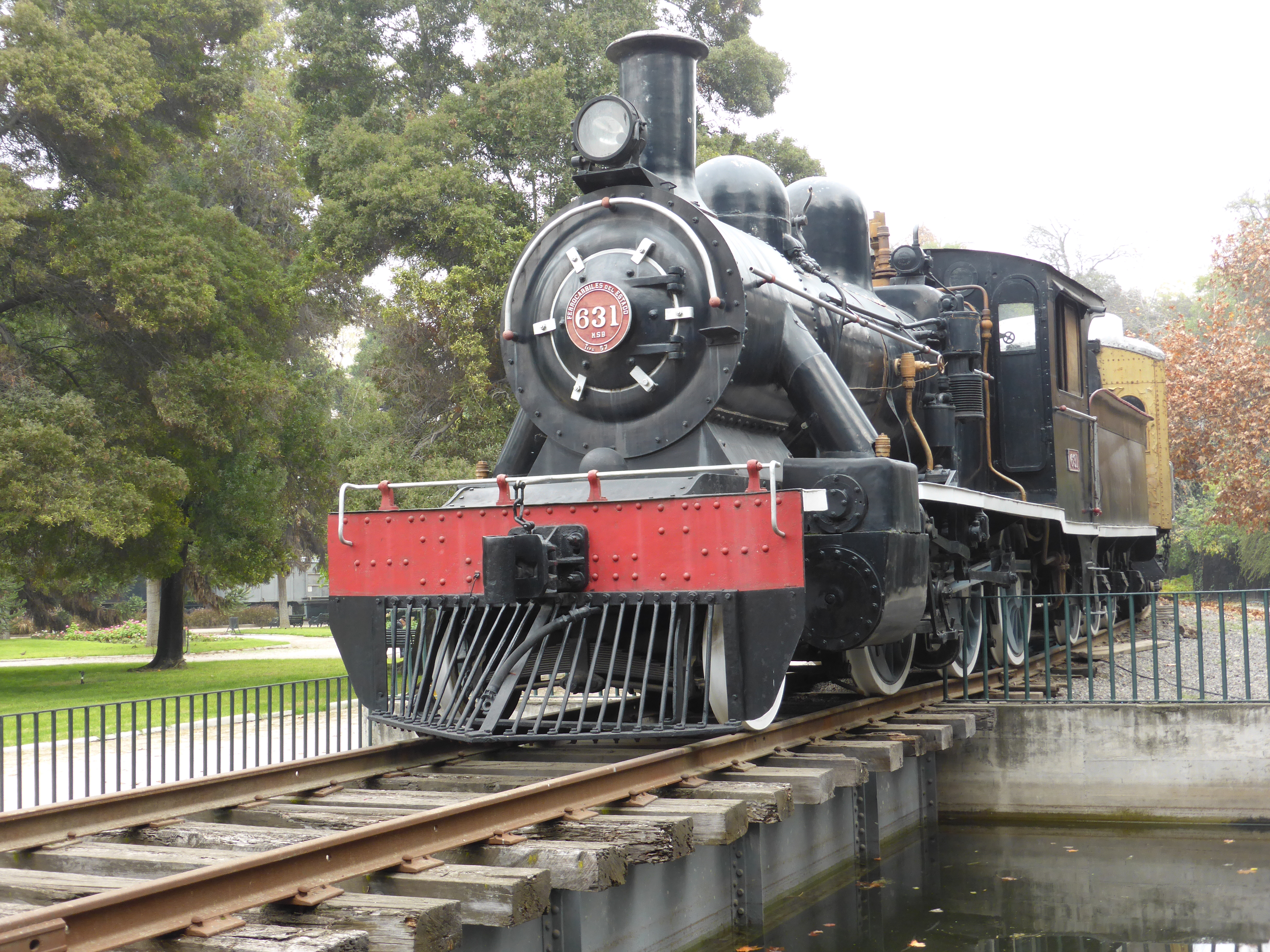
Locomotora número 631 de Ferrocarriles del Estado, montada en 1913 en Caleta Abarca, por la Sociedad de Maestranzas y Galvanización.
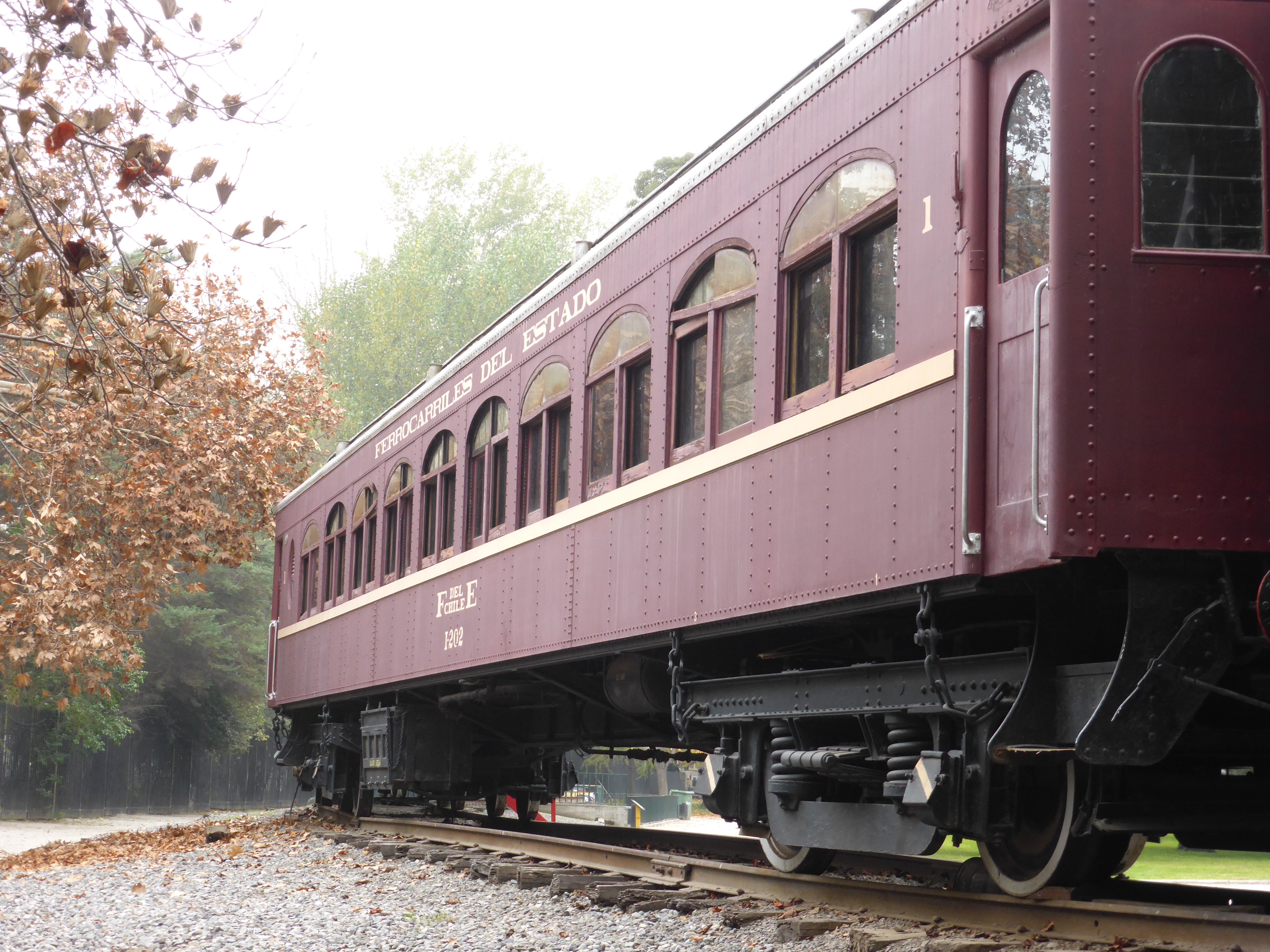
Coche de viajeros, de bogies, fabricado en el año 1923 por Linke Hofmann (LHL), en Breslavia (entonces Alemania, hoy Polonia). Matrícula I-202 de Ferrocarriles del Estado.